# Frumentarii
I frumentarii o mensores frumentarii, mensores tritici erano soldati specializzati dell'esercito romano. A partire certamente dall'impero di Adriano, ma probabilmente già da Augusto, vennero ad assumere il ruolo di "corrieri" o di agenti della polizia segreta.

## Storia
Facenti parte degli immunes che, fin dai tempi della Repubblica, provvedevano all'approvvigionamento delle legioni, erano pressappoco dei furieri, ordinati per ogni legione in un numerus (distaccamento)  dipendente da centuriones frumentarii o da praefectus frumentariorum e da Augusto in poi con sede centrale nei castra peregrina,. Erano parte dei milites peregrini. In base a ciò alcuni hanno ritenuto che avessero origini provinciali, ma è probabile che tale nome derivi invece esclusivamente dai "castra peregrina". La natura particolare del loro ufficio ne determinò l'evoluzione (sotto Adriano ma più verosimilmente da Augusto) in "corrieri" o, meglio, "polizia segreta" addetta alla sicurezza interna; erano coloro i quali - a Roma e nelle province d'Italia - "scrutavano nei segreti di tutti", ossia erano addetti al controllo interno e quindi alla sicurezza delle istituzioni quali il Senato e l'Imperatore. Un'iscrizione riporta infatti che potevano essere addetti al carcere:
(CIL III, 433 da Efeso.)
o anche alla custodia delle armi:
(AE 1933, 256 da Sardi in Asia minore.)
Insieme alla formazione degli speculatores, («esploratori» o meglio «addetti allo spionaggio»), che erano di fatto deputati alla raccolta di informazioni in tutte le province dell'impero ed alla sicurezza dello Stato, costituivano una sorta di Servizi Segreti dell'Impero. Erano comandati dal princeps peregrinorum, deputato alla sicurezza globale dello Stato, che, nelle sue funzioni, riferiva direttamente all'Imperatore. In alcuni casi, dopo aver ricoperto questo ruolo, erano promossi al grado di beneficiarius.
In un'iscrizione rinvenuta ad Astigi nella Betica, la carriera di un semplice centurione di legione vide lo stesso accedere, prima al grado di centurio frumentariorum, poi a quello di princeps peregrinorum, poi primipilus ed infine tribunus nella cohors I praetoria a Roma. In altre iscrizioni si parla di un centurio frumentarius che aveva le funzioni (agens) di vice-princeps peregrinorum o di centurio frumentariorum subprincipi peregrinorum.
Istituiti nel 200 a.C., furono aboliti sotto Diocleziano e sostituiti dagli agentes in rebus.